# Ocre
Ocre község (comune) Olaszország Abruzzo régiójában, L’Aquila megyében.

## Fekvése
Az elszórtan fekvő falvakból álló község a megye északnyugati részén fekszik. Határai: Fossa, L’Aquila, Rocca di Cambio, Rocca di Mezzo és Sant’Eusanio Forconese.

## Története
Első írásos említése a 10. századból származik, amikor már állt vára. A következő századokban nemesi birtok volt. Önállóságát a 19. század elején nyerte el, amikor a Nápolyi Királyságban felszámolták a feudalizmust. Korabeli épületeinek nagy része az 1703-as földrengésben elpusztult.

## Népessége
A népesség számának alakulása:

## Főbb látnivalói
- az ocrei vár romjai
- Santo Spirito-kolostor
- Sant’Angelo ferences kolostor